# لي دينه
لي دينه (1934 - 2020)، هو كاتب أغاني فيتنامي- كندي. عمل من 1957 إلى 1975 في راديو سايغون. وفي عام 1978 هاجر عبر تايوان إلى مونتريال الكندية. لقد انتقد عقم الموسيقى الاشتراكية منذ عام 1975.